# (303) Josephina
(303) Josephina es un asteroide que forma parte del cinturón de asteroides y fue descubierto por Elia Filippo Francesco Millosevich desde el observatorio astronómico del Collegio Romano en Roma, Italia, el 12 de febrero de 1891. Está nombrado en honor de una persona muy querida del descubridor.

## Características orbitales
Josephina orbita a una distancia media de 3,124 ua del Sol, pudiendo acercarse hasta 2,929 ua y alejarse hasta 3,318 ua. Su inclinación orbital es 6,873° y la excentricidad 0,06232. Emplea 2016 días en completar una órbita alrededor del Sol.